# A-16
La  A-16  antiguamente conocida como Autopista de la Costa Brava, fue una autopista española que conectaba la  A-7  y la  A-2  (hoy AP-7 y AP-2) a la altura de Vendrell con la  N-II  y la  B-10  a la altura de Barcelona. 
Fue traspasada su competencia desde el ministerio de Fomento a la Generalidad de Cataluña en 1995 y, desde 2001, se encuentra integrada dentro del itinerario autonómico  C-32 , habiendo sido descatalogada la nomenclatura A-16

## Tramos
La autopista fue inaugurada en 3 tramos, siendo el último inaugurado bajo titularidad autonómica pero todavía bajo el identificador A-16
| Denominación | Tramo                   | Kilómetros | Año servicio |
| ------------ | ----------------------- | ---------- | ------------ |
| C-32         | Sitges - Vendrell       | 30         | 1998         |
| C-32         | Castelldefels - Sitges  | 20         | 1992         |
| B-20 C-32    | Barcelona-Castelldefels | 4          | 1969         |

## Salidas
Salidas bajo la nomenclatura establecida en 2001 y 2003 para las carreteras autonómicas y estatales respectivamente.
| Número de Salida | Nombre de Salida                                       | Carretera que enlaza |
| ---------------- | ------------------------------------------------------ | -------------------- |
| 0                | Tarragona-Valencia / Vendrell                          | E-15 AP-7            |
| 2                | Vendrell oeste/Comarruga                               | N-340                |
| 6                | TV-2126 Bellvei - C-31 Calafell / Vendrell Este/       | C-31 TV-2126         |
| 10               | Segur de Calafell                                      | -                    |
| Peaje            | Dirección: Barcelona Dirección Tarragona - Lérida      | -                    |
| 13               | Dirección: C-31 Cubellas/Cunit                         | C-31                 |
| 16               | Villanueva y Geltrú oeste/Arbós                        | BV-2115              |
| 21               | C-15 Villanueva y Geltrú norte/Villafranca del Panadés | C-15                 |
| 26               | C-15B San Pedro de Ribas sur/ Sitges oeste             | BV-2113 C-31         |
| 28               | San Pedro de Ribas este                                | B-211 C-15B          |
| 30               | Sitges centro                                          | -                    |
| 31               | Sitges norte/L'Aiguadolç/C-31 Barcelona                | C-31                 |
| Peaje            | Dirección: Barcelona Dirección: Sitges - Tarragona     |                      |
| 41               | Les Botigues                                           | C-246                |
| 42               | Port Ginesta / Garraf / Sitges                         | C-31                 |
| 44               | Castelldefels sur                                      | C-31                 |
| 46               | Castelldefels                                          | -                    |
| 48               | Gavá/Gavá mar                                          | BV-2041              |
| 50               | Viladecans                                             | -                    |
| 53               | San Baudilio de Llobregat / Viladecans norte           | C-245                |
| 56               | Barcelona/Aeropuerto del Prat                          | B-20                 |